# コングラCHUレーション!!!!
「コングラCHUレーション!!!!」（コングラチュレーション!!!）は、SUPER☆GiRLSの21枚目のシングル。2019年2月27日にiDOL Streetから発売された。

## 概要
ジャケットA、B、C（CD+Blu-ray Disc）、ジャケットD（CDのみ）、ジャケットE〜O（イベント会場/mu-moショップ限定）の5種15形態で発売。第4期メンバーの金澤有希・石丸千賀・坂林佳奈・井上真由子・門林有羽・樋口なづな・松本愛花が加入後11名体制でスタートした"SUPER☆GiRLS 第4章"最初のシングルである。センターは井上真由子が務める。
表題曲「コングラCHUレーション!!!!」は2018年12月19日にTSUTAYA O-EASTで行われた『SUPER☆GiRLS 超LIVE 2018 8th DEBUT Anniversary 〜NEW GENERATIONS!!!!〜』で初披露された。また、カップリング曲「Give me Love me! チョコ」は2019年1月11日にZepp DiverCity(TOKYO)で行われた『SUPER☆GiRLS 超LIVE 2019 〜新たなる道へ〜』で初披露された。

## 収録曲

### CD
1. コングラCHUレーション!!!! [4:25]
作詞：Litz、作曲・編曲：中野領太
2. Give me Love me! チョコ [3:26]
作詞：矢野水音、作曲・編曲：ハマサキユウジ
3. コングラCHUレーション!!!! (Instrumental)
4. Give me Love me! チョコ (Instrumental)

### Blu-ray Disc
Type A
1. SUPER☆GiRLS ドキュメント “超オーディション!!!! 〜新たなる道へ〜”

Type B
1. SUPER☆GiRLS 超LIVE 2019 〜新たなる道へ〜
2. SUPER☆GiRLS 超LIVE 2019 〜新たなる道へ〜（Back Stage Making）
3. 渡邉ひかる、宮崎理奈、溝手るか、浅川梨奈、内村莉彩 （Last Recording Making）

Type C
1. コングラCHUレーション!!!!（Music Video）
2. コングラCHUレーション!!!!（Music Video Making）
3. コングラCHUレーション!!!!（Music Video 個人サビver.）

## 音楽配信
CDの発売日にあたる2月27日に配信開始。どのサービスもCDに収録されている4曲(Instrumentalも含む)が配信されている。SUPER☆GiRLSとしては初めてハイレゾ音源が配信された。ハイレゾ音源のみ配信を行っているe-onkyo music、grooversでは初めてSUPER☆GiRLSの作品を扱うことになった。
太字の配信サービスはハイレゾ音源を配信している。「MV」は「コングラCHUレーション!!!!」のMVも配信していることを示す。

## イベント
2019年1月11日にZepp DiverCity(TOKYO)で行われた『SUPER☆GiRLS 超LIVE 2019 〜新たなる道へ〜』をもってSUPER☆GiRLSを卒業した渡邉ひかる、宮崎理奈、溝手るか、浅川梨奈、内村莉彩の5名は本作に参加していないが、Tybe Bに『SUPER☆GiRLS 超LIVE 2019 〜新たなる道へ〜』の映像作品が収録されているため、5名の最後の個別特典会を本作の予約者を対象に行った。従来の個別特典会は「mu-moショップでの参加券付き商品購入者対象」であるが、今回はイベント当日に会場で予約した人が対象となった（個別握手会のみHMVエソラ池袋、HMVイオンモールナゴヤドーム前、HMV&BOOKS SHINSAIBASHIの3店舗限定で事前販売が行われた）。
また、第4章メンバーによるmu-moショップ購入者対象イベントも行われ、SUPER☆GiRLSとしては初となるミニライブの開催と、iDOL Streetとして初となる大阪で開催された。
| 日程                                    | 公演名                                | 会場                          | 備考 |
| --------------------------------------- | ------------------------------------- | ----------------------------- | --- |
| 2019年1月5日・12日                      | リリースイベント                      | ダイバーシティ東京 プラザ     | ミニライブ・グループ別握手会（2月28日は雨天のためミニライブが中止）。各日2部制（2月28日を除く）。1月5日の第1部は第3章のメンバーで開催。2月28日は渡邉幸は不参加。 |
| 1月13日・3月3日                         | リリースイベント                      | ららぽーと横浜                | ミニライブ・グループ別握手会（2月28日は雨天のためミニライブが中止）。各日2部制（2月28日を除く）。1月5日の第1部は第3章のメンバーで開催。2月28日は渡邉幸は不参加。 |
| 1月19日・2月16日                        | リリースイベント                      | なんばOCAT                    | ミニライブ・グループ別握手会（2月28日は雨天のためミニライブが中止）。各日2部制（2月28日を除く）。1月5日の第1部は第3章のメンバーで開催。2月28日は渡邉幸は不参加。 |
| 1月26日・2月10日・28日                  | リリースイベント                      | アーバンドック ららぽーと豊洲 | ミニライブ・グループ別握手会（2月28日は雨天のためミニライブが中止）。各日2部制（2月28日を除く）。1月5日の第1部は第3章のメンバーで開催。2月28日は渡邉幸は不参加。 |
| 1月27日                                 | リリースイベント                      | 池袋PARCO                     | ミニライブ・グループ別握手会（2月28日は雨天のためミニライブが中止）。各日2部制（2月28日を除く）。1月5日の第1部は第3章のメンバーで開催。2月28日は渡邉幸は不参加。 |
| 2月2日                                  | リリースイベント                      | イオンモール岡崎              | ミニライブ・グループ別握手会（2月28日は雨天のためミニライブが中止）。各日2部制（2月28日を除く）。1月5日の第1部は第3章のメンバーで開催。2月28日は渡邉幸は不参加。 |
| 2月11日                                 | リリースイベント                      | ららぽーと立川立飛            | ミニライブ・グループ別握手会（2月28日は雨天のためミニライブが中止）。各日2部制（2月28日を除く）。1月5日の第1部は第3章のメンバーで開催。2月28日は渡邉幸は不参加。 |
| 1月14日・3月2日                         | リリースイベント                      | タワーレコード池袋            | トーク・グループ別握手会（2月14日はメンバー個別握手&ギミチョコお渡し会）。各日1部制。1月14日・2月9日は渡邉幸は不参加。1月30日は松本は不参加。2月18日は渡邉幸、阿部、金澤のみ参加。 |
| 1月30日・2月14日・27日                  | リリースイベント                      | タワーレコード新宿            | トーク・グループ別握手会（2月14日はメンバー個別握手&ギミチョコお渡し会）。各日1部制。1月14日・2月9日は渡邉幸は不参加。1月30日は松本は不参加。2月18日は渡邉幸、阿部、金澤のみ参加。 |
| 1月20日・2月14日                        | リリースイベント                      | HMV&BOOKS SHINSAIBASHI        | トーク・グループ別握手会（2月14日はメンバー個別握手&ギミチョコお渡し会）。各日1部制。1月14日・2月9日は渡邉幸は不参加。1月30日は松本は不参加。2月18日は渡邉幸、阿部、金澤のみ参加。 |
| 1月20日                                 | リリースイベント                      | HMV栄                         | トーク・グループ別握手会（2月14日はメンバー個別握手&ギミチョコお渡し会）。各日1部制。1月14日・2月9日は渡邉幸は不参加。1月30日は松本は不参加。2月18日は渡邉幸、阿部、金澤のみ参加。 |
| 2月9日                                  | リリースイベント                      | タワーレコード八王子          | トーク・グループ別握手会（2月14日はメンバー個別握手&ギミチョコお渡し会）。各日1部制。1月14日・2月9日は渡邉幸は不参加。1月30日は松本は不参加。2月18日は渡邉幸、阿部、金澤のみ参加。 |
| 2月14日                                 | リリースイベント                      | HMV record shop 新宿ALTA      | トーク・グループ別握手会（2月14日はメンバー個別握手&ギミチョコお渡し会）。各日1部制。1月14日・2月9日は渡邉幸は不参加。1月30日は松本は不参加。2月18日は渡邉幸、阿部、金澤のみ参加。 |
| 2月18日                                 | リリースイベント                      | タワーレコード仙台パルコ      | トーク・グループ別握手会（2月14日はメンバー個別握手&ギミチョコお渡し会）。各日1部制。1月14日・2月9日は渡邉幸は不参加。1月30日は松本は不参加。2月18日は渡邉幸、阿部、金澤のみ参加。 |
| 1月5日・2月9日・23日・3月1日(・3月12日) | ネットサイン会                        | LINE LIVE                     | 1月14日は渡邉幸は不参加。2月23日は渡邉幸、阿部、金澤、石丸、樋口が参加。3月1日は石橋、長尾、坂林、井上、門林、松本が参加。長尾は時間の都合で全員分を書くことができなかったため、3月12日に残りの分を書き上げた。1月14日もLINE LIVEで配信予定だったが諸事情によりPeriscopeで配信された。 |
| 1月14日                                 | ネットサイン会                        | Periscope                     | 1月14日は渡邉幸は不参加。2月23日は渡邉幸、阿部、金澤、石丸、樋口が参加。3月1日は石橋、長尾、坂林、井上、門林、松本が参加。長尾は時間の都合で全員分を書くことができなかったため、3月12日に残りの分を書き上げた。1月14日もLINE LIVEで配信予定だったが諸事情によりPeriscopeで配信された。 |
| 1月5日                                  | SUPER☆GiRLS＜卒業メンバー＞個別特典会 | サンライズビル                | 渡邉ひ、宮崎、溝手、浅川、内村が参加。 個別握手会・個別撮影会・グループ撮影会・個別サイン会各1部制 当日会場または店舗事前販売での参加券付き商品予約者対象。 |
| 1月6日                                  | SUPER☆GiRLS＜第3章/第4章＞個別特典会  | サンライズビル                | 渡邉ひ、宮崎、溝手、浅川、内村を含む全メンバーが参加。 個別握手会4部制・個別撮影会2部制・グループ撮影会1部制（第3章のメンバーで開催）・個別サイン会1部制 当日会場または店舗事前販売での参加券付き商品予約者対象。                                                                      |
| 3月17日・30日・31日                     | mu-moショップ／S.P.Cショップイベント  | エイベックスビル              | 個別握手会3部制・個別撮影会2部制・グループ撮影会2部制・個別サイン会1部制・「トーク&ミニライブ、お見送りハイタッチイベント」1部制 mu-moショップでの参加券付き商品購入者対象。 |
| 3月23日                                 | mu-moショップ／S.P.Cショップイベント  | 大阪南港ATC                   | 個別握手会3部制・個別撮影会2部制・グループ撮影会2部制・個別サイン会1部制・「トーク&ミニライブ、お見送りハイタッチイベント」1部制 mu-moショップでの参加券付き商品購入者対象。 |

※他、各イベントにおいて予約購入者対象の握手会も開催。さらに、1月25日から2月17日までの期間限定でコラボカフェ「SUPER☆GiRLS CAFÉ 〜超絶バレンタインパーティー〜」を神宮前の「AREA-Q ANNEX」でオープンした。